# 6월 29일
6월 29일은 그레고리력으로 180번째(윤년일 경우 181번째) 날에 해당한다.

## 사건
- 64년 - 성 베드로가 순교하다.
- 1613년 - 런던의 글로브 극장이 화재로 소실되다.
- 1862년 - 미국 남북전쟁: 남군의 매그루더 장군, 새비지에서 북군의 섬너와 교전하여 남군이 패배하다.
- 1976년 - 세이셸이 영국으로부터 독립했다.
- 1987년 - 노태우 당시 민주정의당 대표가 6·29 선언을 하다.
- 1995년 - 삼풍백화점 붕괴 사고로 502명의 사망자와 6명의 실종자, 937명의 부상자가 발생하였다.
- 2002년 - 제2연평해전: 연평도 근해에서 남북 해군 사이에 전투가 일어나 대한민국 해군 6명이 전사하다.
- 2010년 - 세종시의 수정안이 부결됐다.
- 2014년 - 서울특별시 강동구 천호동에서 현대백화점 천호점 1층 천장이 붕괴되어서 6명이 부상당하였다.
- 2014년 - 이슬람에서 카리프를 선포하였다.

## 문화
- 2010년 - SM엔터테인먼트 소속 그룹 소녀시대, 두번째 미니앨범 "소원을 말해봐 (Genie)" 발매.
- 2011년 - 오후 2시, 대한민국 제주특별자치도에서 지상파 아날로그 TV방송이 종료되었다.
- 2012년 - 목포대교 개통.

## 탄생
- 1475년 - 에르콜레 1세 데스테의 딸 밀라노의 공작부인 베아트리체 데스테. (~1497년)
- 1482년 - 포트투갈의 여왕 아라곤의 마리아. (~1517년)
- 1818년 - 이탈리아의 천문학자 안젤로 세키. (~1878년)
- 1849년 - 러시아의 정치인 세르게이 비테. (~1915년)
- 1880년 - 독일의 군인 루트비히 베크. (~1944년)
- 1900년 - 프랑스의 아동 문학가, 소설가 앙투안 드 생텍쥐페리. (~1944년)
- 1906년 - 나치 독일 무장친위대의 장교 하인츠 하르멜. (~2000년)
- 1910년 - 미국의 영화 제작자 레이 해리하우젠. (~2013년)
- 1911년 - 네덜란드의 군인 네덜란드 여왕 부군 베른하르트. (~2004년)
- 1917년 - 대한민국의 금융인 이희건. (~2011년)
- 1925년 - 이탈리아의 제11대 대통령, 정치인 조르조 나폴리타노. (~2023년)
- 1928년 - 대한민국의 교육자 신문철.
- 1929년
  - 일본의 작곡가 마미야 미치오. (~2024년)
  - 이탈리아의 저널리스트, 작가, 정치적 인터뷰너 오리아나 팔라치. (~2006년)
- 1933년 - 대한민국의 정치인 이범준. (~2011년)
- 1935년 - 일본의 야구 선수, 야구 감독 노무라 가쓰야. (~2020년)
- 1936년 - 미국의 야구 선수 하먼 킬러브루. (~2011년)
- 1940년 - 오스트레일리아의 화가 켄 돈.
- 1941년 - 일본의 배우, 가수 바이쇼 치에코.
- 1943년 - 미국의 가수 리틀 에바. (~2003년)
- 1950년
  - 대한민국의 가수 임희숙.
  - 대한민국의 바둑 기사 유병호.
  - 대한민국의 농구 선수, 농구 감독 김태환.
- 1954년
  - 브라질 전직 축구 선수 레오베지우두 링스 다 가마 주니오르.
  - 대한민국의 전 기업인 김시우.
- 1957년 - 대한민국의 배우 안해숙.
- 1962년 - 대한민국의 서예가 신승원.
- 1963년 - 독일의 바이올린 연주자 안네 소피 무터.
- 1966년 - 대한민국의 기업인 이호철.
- 1969년 - 일본의 변호사, 정치인 하시모토 도루.
- 1970년
  - 대한민국의 배우, 무술감독 서범식.
  - 대한민국의 전 야구 선수 박상수.
- 1971년 - 일본의 성우 노다 준코.
- 1972년
  - 미국의 평화운동가 서맨사 스미스. (~1985년)
  - 대한민국의 배우 백현진.
  - 미국의 디스크자키 DJ 섀도.
- 1973년
  - 대한민국의 배우 홍승범.
  - 푸에르토리코의 전직 야구 선수 페드로 발데스.
- 1975년 - 대한민국의 치과의사 겸 희극인 김영삼.
- 1976년 - 일본의 배우 이가와 하루카.
- 1977년
  - 대한민국의 방송인, 전 아나운서 강수정.
  - 잉글랜드의 배우 줄레이카 로빈슨.
- 1978년
  - 미국의 가수 니콜 셰르징거 (푸시캣 돌스).
  - 미국의 음악가 샘 패러. (팬텀 플래닛)
- 1979년 - 대한민국의 배우 이희준.
- 1980년 - 대한민국의 야구 선수 송승준.
- 1981년
  - 대한민국의 배우 이나은.
  - 스페인의 자동차 경주 선수 페르난도 알론소.
- 1982년
  - 대한민국의 배우 권율.
  - 미국의 배우 릴리 레이브.
  - 미국의 성우 매슈 머서.
- 1983년
  - 대한민국의 가수 강주희, 강승희 (윙크).
  - 대한민국의 배우 주성민.
  - 일본의 배우 오가와 마키.
- 1984년
  - 대한민국의 배우 한지혜.
  - 대한민국의 배우 유설아.
  - 아이슬란드의 축구 선수 에밀 하들프레드손.
  - 호주의 배우 크리스토퍼 이건.
- 1985년 - 일본의 전 축구 선수 요코야마 다쿠야.
- 1986년 - 스페인의 축구 선수 호세 마누엘 후라도.
- 1987년
  - 일본의 배우 사이토 야스카.
  - 대한민국의 유도 선수 김성민.
- 1988년
  - 아르헨티나의 축구 선수 에베르 바네가 (세비야 FC).
  - 미국의 야구 선수 브룩스 레일리.
  - 홍콩의 가수 겸 배우 리옌스야.
- 1989년
  - 대한민국의 기업인, 쇼핑호스트 김수지.
  - 일본의 축구 선수 마스다 다쿠야.
- 1990년
  - 대한민국의 뮤지컬배우 손승원.
  - 대한민국의 레이싱 모델 조인영.
- 1991년
  - 대한민국의 축구 선수 석현준 (AFC 아약스).
  - 오스트레일리아의 축구 선수 제이슨 데이비드슨.
- 1992년
  - 대한민국의 아나운서 배소빈.
  - 일본의 가수 야카타 미키 (SKE48).
- 1993년 - 대한민국의 리그 오브 레전드 프로게이머 인섹.
- 1994년
  - 대한민국의 가수 동호.
  - 대한민국의 축구 선수 박이영.
  - 미국의 배우 커밀라 멘데스.
  - 캐나다의 육상 선수 앨리샤 뉴먼.
  - 아르헨티나의 축구 선수 레안드로 파레데스.
  - 에스토니아의 가수 엘리나 보른.
- 1995년
  - 대한민국의 배우 최리.
  - 대한민국의 발로란트 프로게이머 에스더.
  - 일본의 야구 선수 오타케 고타로.
- 1996년 - 대한민국의 골프 선수 이지현.
- 1997년 - 대한민국의 역도 선수 박주효.
- 1998년 - 일본의 걸그룹 세키 유미코.
- 1999년 - 대한민국의 농구 선수 서명진.
- 2002년 - 헝가리의 사격 선수 메사로시 에스테르.
- 2003년
  - 잉글랜드의 축구 선수 주드 벨링엄.
  - 대한민국의 축구 선수 조재훈.
  - 대한민국의 가수 김예린.
- 2004년
  - 대한민국의 축구 선수 김정현.
  - 일본의 축구 선수 묘간 도야.
- 2007년 - 미국계 대한민국의 축구 선수 케이시 페어.

## 사망
- 64년 - 초대의 교황 베드로. (1년~)
- 226년 - 조조의 아들, 중국 삼국시대 위나라의 초대 황제 조비. (187년~)
- 1509년 - 영국 플랜태저넷 왕가의 방계 종친이자 헨리 7세의 어머니 마거릿 보퍼트. (1443년~)
- 1575년 - 일본 아즈치모모야마 시대의 무장 바바 노부하루. (1515년~)
- 1725년 - 에도 중기의 무사 아라이 하쿠세키. (1657년~)
- 1779년 - 독일의 화가 안톤 라파엘 멩스. (1728년~)
- 1875년 - 오스트리아 제국의 황제 페르디난트 1세. (1793년~)
- 1895년 - 영국의 생물학자 헉슬리. (1825년~)
- 1940년 - 스위스의 화가 파울 클레. (1879년~)
- 1944년 - 대한민국의 승려, 시인, 독립운동가 한용운. (1879년~)
- 1950년 - 한국의 극작가 함세덕. (1915년~)
- 1957년 - 일본의 군인 하시모토 긴고로. (1890년~)
- 1986년 - 대한민국의 성우 이창환. (1933년~)
- 1995년 - 미국의 배우 라나 터너. (1921년~)
- 2002년 - 대한민국의 군인, 참수리 357호 정장 윤영하. (1973년~)
- 2003년 - 미국의 배우 캐서린 헵번. (1907년~)
- 2007년 - 타이완의 영화감독 에드워드 양. (1947년~)
- 2015년 - 체코의 축구 선수 요세프 마소푸스트. (1931년~)
- 2018년
  - 폴란드의 육상 선수 이레나 셰빈스카. (1946년~)
  - 스웨덴의 약리학자 아르비드 칼손. (1923년~)
  - 미국의 소설가 스티브 딧코. (1927년~)
- 2019년
  - 대한민국의 배우 전미선. (1970년~)
  - 스위스의 축구 선수 플로리야나 이스마일리. (1995년~)
- 2020년
  - 미국의 영화배우 칼 라이너. (1922년~)
  - 에티오피아의 가수 하찰루 훈데사. (1985년~)
- 2021년
  - 대한민국의 정치인 김재윤. (1965년~)
  - 미국의 영화배우 스튜어트 데이먼. (1937년~)
  - 미국의 정치인 도널드 럼즈펠드. (1932년~)
- 2022년 - 대한민국의 교육학자 권대봉. (1952년~)
- 2023년 - 미국의 영화배우 앨런 아킨. (1934년~)
- 2024년
  - 모로코 국왕의 국왕 랄라 라티파. (1944년~)
  - 중화인민공화국의 정치인 스핑. (1911년~)
  - 일본의 소설가 양석일. (1936년~)
  - 대한민국의 성악가 조민웅. (1987년~)
- 2025년 - 대한민국의 역사학자 윤내현. (1939년~)

## 기념일
- 독립기념일: 세이셸
- 재향군인의 날: 네덜란드
- 성 베드로와 성 바오로 사도 대축일 : 가톨릭

## 같이 보기
- 전날: 6월 28일 다음날: 6월 30일 - 전달: 5월 29일 다음달: 7월 29일
- 음력: 6월 29일
- 모두 보기